# Tellerlikkers
Winschoters worden weleens gekscherend tellerlikkers (= bordenlikkers) genoemd.
Dit gebruik is ontstaan omdat de Winschoter stadsbewoners al vroeg waren overgestapt op het eten van borden, in tegenstelling tot het omliggende Oost-Groninger platteland, waar men nog uit de pot at.
De Tellerlikker is ook de naam van een in mei 1975 op het plein voor het voormalig Winschoter cultureel centrum de Klinker geplaatst beeld. Het beeld is gemaakt door Marijke Ravenswaay-Deege.